# Borchgravinne van Vergi

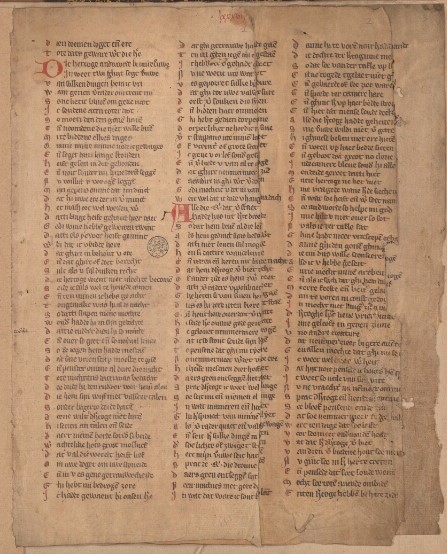
Fragment uit de Borchgravinne van Vergi. Middelnederlands verzamelhandschrift vervaardigd in Vlaanderen, 2e helft 14e eeuw.

De Borchgravinne van Vergi is een Middelnederlandse ridderroman die rond 1315 geschreven werd. Hierbij baseerde de auteur zich op een 13de-eeuwse Franse brontekst. Kort samengevat gaat de hoofse roman over de liefdesrelatie tussen een jonge, succesvolle ridder en de burggravin van Vergi.

## Overlevering
Het verhaal kent een bewogen overleveringsgeschiedenis. De tekst is overgeleverd in twee rijmversies. Van één zijn slechts fragmenten bewaard gebleven, de andere is een volledige bewerking die in 1315 voltooid werd. De eerste Middelnederlandse tekst wordt in de Universiteitsbibliotheek Gent bewaard, de andere in de Brusselse Koninklijke Bibliotheek. In beide gevallen gaat het om een anonieme vertaling van het Oudfranse verhaal La Chastelaine de Vergi. De Gentse vertaling wordt bij benadering gedateerd tussen 1250 en 1350, de Brusselse/Brabantse vertaling werd echter precies voltooid op 24 mei 1315. Dat laatste kunnen we afleiden uit de bijhorende epiloog.
Van de Gentse vertaling zijn slecht 500 verzen overgeleverd. Vermoedelijk bedroeg deze vertaling in zijn geheel het dubbele. Uit onderzoek is gebleken dat deze vertaling veel getrouwer is gebleven aan de originele tekst dan de Brabantse vertaling. De Brabantse vertaling, die 1127 verzen lang is, moet wijdverspreid zijn geweest aangezien er omstreeks 1560 een prozaversie van gedrukt werd in het welbekende handschrift-Van Hulthem.
De Gentse fragmenten werden omstreeks 1838 in een archief in Ieper ontdekt. De vinder, J.J. Lambin, schonk ze aan de rijksarchivaris te Gent, wiens erfgenamen ze aan de Universiteitsbibliotheek van Gent overdroegen.

## Het verhaal
De burggravin van Vergi, een getrouwde, adellijke dame en nicht van de Bourgondische hertog, wordt verliefd op een succesvolle en jonge ridder. Op een dag nodigt ze hem uit bij haar op de kamer, zonder het bijzijn van haar man. Als signaal om aan te tonen dat zij alleen is, stuurt ze haar hond de boomgaard in, waar de ridder zich toevallig bevindt. De ridder vangt het uitgezonden signaal op en begeeft zich naar de kamer van de burggravin. Op die manier weten de jonge ridder en de burggravin van Vergi hun liefdesrelatie geheim te houden. De situatie verandert echter wanneer ook de hertogin van Bourgondië interesse toont voor de ridder. Zij probeert de trouwe ridder te verleiden, maar uiteindelijk wijst hij haar af. Uit wrok beschuldigt ze de ridder van het feit dat hij degene was die erotische voorstellen zou gemaakt hebben. Haar man, de hertog, is overtuigd van de eerlijkheid van zijn vrouw en wil de ridder verbannen. De ridder probeert dit te voorkomen door de hertog zijn geheim toe te vertrouwen. Hij vertelt hem dat hij een liefdesrelatie heeft met zijn nicht, en niet met zijn vrouw. De ridder vraagt hierbij aan de hertog om dit schandaal voor zichzelf te houden. De hertog probeert discreet te blijven maar uiteindelijk slaagt de hertogin erin om haar man het geheim afhandig te maken. Uit jaloezie smeedt zij een plan waarbij ze inspeelt op het gebruik van het hondje als vertrouwd signaal. De hertogin maakt hierbij duidelijk aan de burggravin dat zij afweet van haar stiekeme relatie met de jonge ridder. De burggravin is zo geschrokken en verdrietig omdat ze denkt dat de ridder hun geheim heeft doorverteld. Het meisje sterft uit liefdesverdriet. Wat later treft de ridder de dode burggravin aan en pleegt uiteindelijk zelfmoord. De hertog straft zijn vrouw voor het doorvertellen van zijn geheim en laat ook haar vermoorden. Hijzelf verlaat zijn domein om als Tempelier in het Heilige Land te boeten voor zijn zonden.
In tegenstelling tot de vele andere hoofse ridderromans staat niet de minne centraal maar de negatieve krachten die de liefde te gronde kunnen richten. Verder is de moraal van de tekst dat men hoofse liefde geheim behoort te houden, anders komt er narigheid van.